# Мішель Сапен
Мішель Сапен (фр. Michel Sapin; нар. 9 квітня 1952, Булонь-Бійанкур, Франція) — французький державний і політичний діяч. Міністр праці, зайнятості, професійної підготовки та соціального діалогу з 12 травня 2012 до 31 березня 2014 в кабінеті Жан-Марка Еро. Міністр фінансів і державних рахунків з 2 квітня 2014 в кабінеті Мануеля Вальса.

## Біографія
Народився 9 квітня 1952 в Булонь-Бійанкур, під Парижем.
Член французької Соціалістичної партії, він був депутатом від Ендр і О-де-Сен, уповноважений міністр міністерства юстиції (травень 1991 — квітень 1992, в уряді Едіт Крессон), міністр економіки і фінансів (квітень 1992 — березні 1993, в уряді П'єра Береговуа) і міністр державної служби та державних реформ (в уряді Ліонеля Жоспена).
Він також був головою Регіональної ради регіону Центр — Долина Луари з 1998 до 2000 і з 2004 до 2007. Він був переобраний в 2007 році депутатом від Ендр і мером Аржантон-сюр-Крез.
З 16 травня 2012 до 31 березня 2014 обіймав посаду міністра праці, зайнятості, професійної підготовки та соціального діалогу в уряді Жан-Марка Еро.
З 2 квітня 2014 обіймає посаду міністра фінансів і державних рахунків в уряді Мануеля Вальса.